# Lambert Sonna Momo

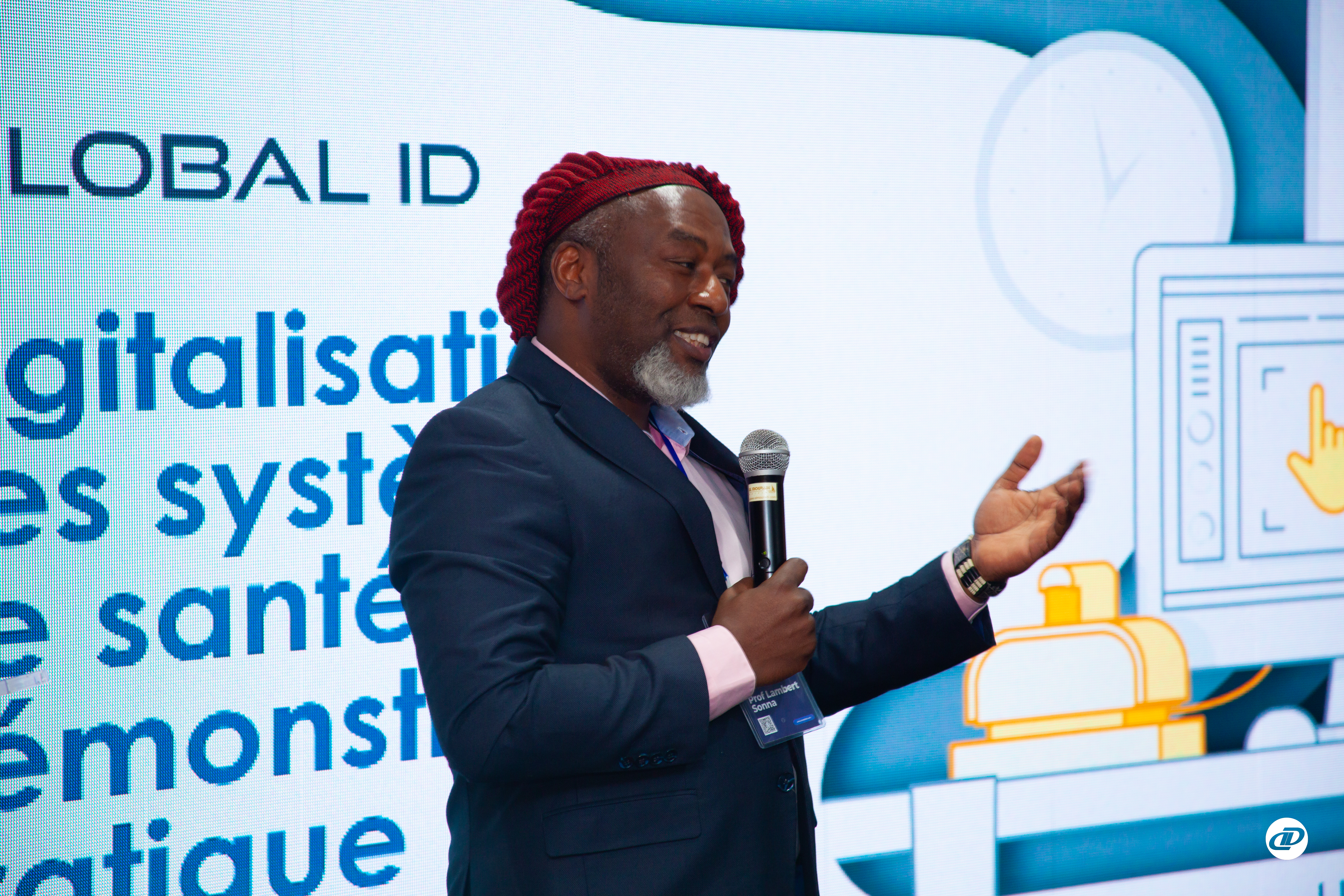
Lambert Sonna Momo, 2024

Lambert Sonna Momo (* 8. August 1970 in Yaoundé, Kamerun) ist ein in der Schweiz lebender kamerunischer Informatiker und Unternehmer. Bis 2014 unterrichtete er an der Universität Lausanne mit einem Schwerpunkt in den Feldern Informationssicherheit und Datenschutz. Er zählt laut Rangliste Edurank zu den 52 bedeutendsten Persönlichkeiten der École polytechnique fédérale de Lausanne.

## Leben und Karriere
Momo wuchs in Kamerun auf. Nach einem Bachelor in Mathematik an der Université de Yaoundé I im Jahr 1993 erwarb er im Jahr 2001 einen Masterabschluss an der École polytechnique fédérale de Lausanne in Software-Engineering und im Jahr 2003 einen an der Universität Lausanne im Studiengang Informationssysteme und Digitale Innovation. 2008 promovierte er an der Universität Lausanne im Bereich Informations- und Sicherheitssysteme und lehrte im Anschluss bis 2014 zu Themen der IT-Sicherheit und Datenschutz.

## Forschung und Entwicklung
Momo ist Gründer von Global ID, einer Ausgründung aus der EPFL, die eine biometrische Identifikationsmethode mittels 3D-Handvenenerkennung entwickelt hat und vermarktet. Das Verfahren baut auf einer sicheren Datenverschlüsselung auf und ermöglicht den sensiblen Umgang mit geschützten Daten.
Ein erstes Patent beschreibt die biometrische Identifikation mittels Finger-Venen-Scan. Das Patent wurde zuerst in der Schweiz und anschließend international (PCT) angemeldet. Es ist in den USA, Europa und Hongkong validiert. Ein zweites Patent betrifft die elektronische Identifikation inklusive Scanner zur Nutzer-Authentifizierung. Das dritte in der Schweiz angemeldete Patent stellt einen biometrischen Zugangsschutz per Handvenenscan bereit.

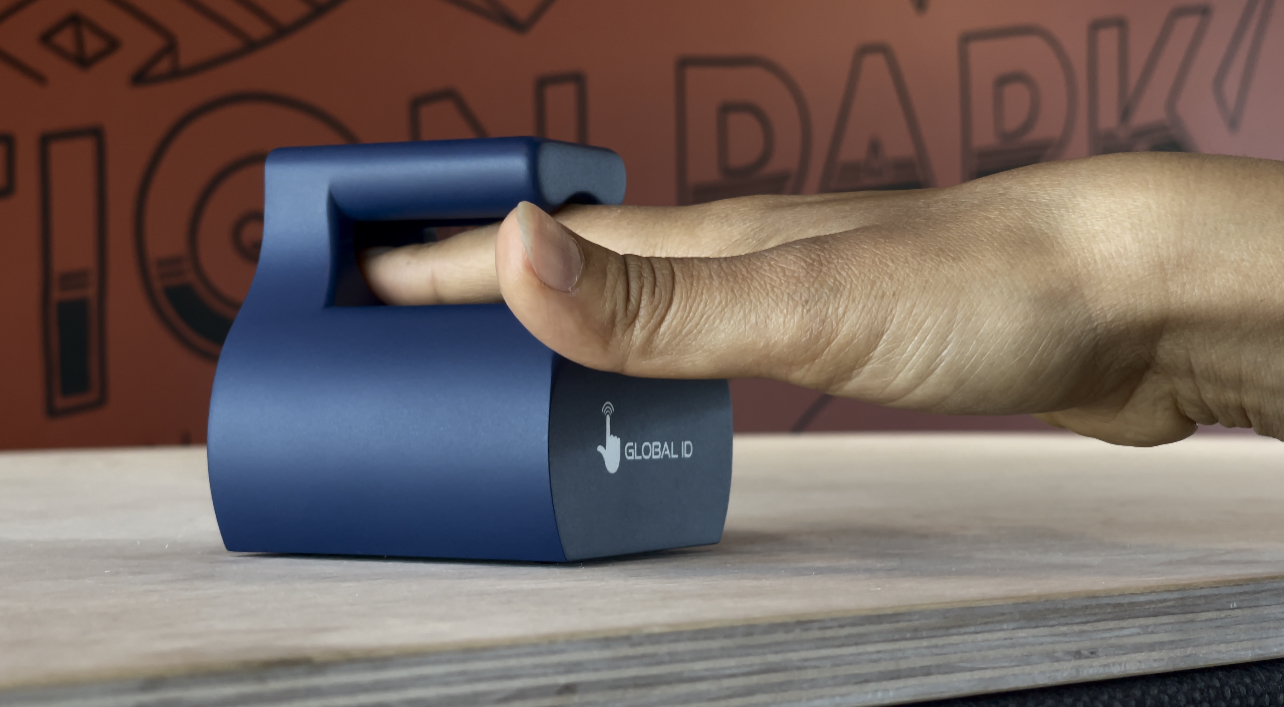
VenoScanner

2020 erhielt die Firma zusammen mit Idiap, unterstützt durch Innosuisse, einen Innovationsbeitrag von 1 Million CHF für die Entwicklung eines kontaktlosen Venen-Scanners.
Im Jahr 2021 bewertete die biometrische Fachpresse die Venen-Erkennung als ethisch besonders vorbildlich, da der biometrische Schlüssel verborgen bleibt.

## Engagement
Momo ist Mitglied der Partei Die Mitte und kandidierte bei den Wahlen für den Großen Rat von Freiburg im November 2021. 2022 war er Exekutiver Vorsitzender der Schweizer Chambre professionnelle internationale des conseillers exécutifs d’état. Er ist Mitglied im Verwaltungsrat des Granthon-Instituts, einer Vermögensberatungsfirma für Regierungen.

## Schriften
- Tableaux de bord dynamiques: une approche à base d'ontologie. Editions universitaires européennes, London 2011, ISBN 978-6-13-154953-3.

## Auszeichnungen
- 2021: Gewinner des Cameroon Digital Boost (2. Ausgabe) in Douala.[18]
- 2013: Ehrenbürger von Douala
- 2022: Ernennung zum Chef der Kameruner Bangang-Gemeinschaft in der Schweiz.[19]